# Ламах
Ламах (на старогръцки: Λάμαχος, Lamachos; на латински: Lamachus; † 414 пр.н.е. при Сиракуза, в Сицилия) е политик на Атина и военачалник по времето на Пелопонеската война (431 – 404 пр.н.е.).
Ламах произлиза от обикновено семейство и трябва да пести своите пари. Аристофан му се подиграва в своите произведения „Ахарняне“ (гр.: Ἀχαρνεῖς, Akharneîs), „Рицарите“ (Ἱππεῖς, Хиппеîс), „Мирът“ (Εἰρήνη Еирēнē) и „Жабите“ (Βάτραχοι, Bátrachoi).
През 433 пр.н.е. той освобождава по нареждане на Перикъл, Синоп от тирана Тимесилай, комадва флот през 424 пр.н.е. в Черно море и подписва през 421 пр.н.е. мира на Никий.
През 415 пр.н.е. вече доста старият Ламах е избран от народното събрание в Атина за стратег заедно с богатия Никий и Алкивиад за заплануваната експедиция в Сицилия (415 – 413 пр.н.е.), опит да се превземе Сиракуза. Ламах е убит през лятото 414 пр.н.е. пред Сиракуза в двобой със сиракузанския рицар Каликрат.